# Komunikacja miejska w Wałbrzychu
Komunikacja miejska w Wałbrzychu funkcjonuje od 1898 r.. Na przestrzeni ponad 100 lat po Wałbrzychu kursowały: tramwaje elektryczne (do 1966 r.), trolejbusy, i autobusy, które od 1973 roku są jedynym środkiem transportu miejskiego.
W okresie istnienia województwa wałbrzyskiego, organizacją i prowadzeniem komunikacji miejskiej w regionie zajmowało się Wojewódzkie Przedsiębiorstwo Komunikacyjne w Wałbrzychu. Podczas transformacji gospodarczej przełomu lat 80. i 90. WPK zostało przekształcone w komunalne przedsiębiorstwo komunikacji miejskiej i w latach 1991-2011 istniało pod różnymi nazwami (od 2001 r. MPK Wałbrzych).
Obecnie transport miejski w Wałbrzychu funkcjonuje w ramach modelu, w którym organizatorem przewozu jest powołana przez Urząd Miasta wyspecjalizowana jednostka ZDKIUM (Zarząd Dróg, Komunikacji i Utrzymania Miasta), zaś wykonawcą podmiot zewnętrzny wybierany w przetargach na dziesięcioletnią obsługę wszystkich połączeń komunikacyjnych.

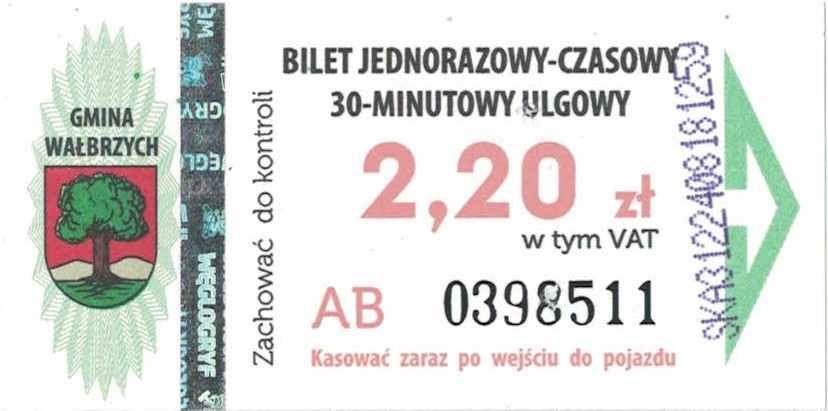
Bilet na Wałbrzyską komunikację miejską.

Przewozy wewnątrz Wałbrzycha świadczą również liczni prywatni przewoźnicy drogowi.

## Historia

### Przed 1945

Sieć tramwajowa Wałbrzycha, 1945 r.

Geneza komunikacji miejskiej w Wałbrzychu wiąże się ściśle z rozwojem miejscowego przemysłu, przeżywającego w drugiej połowie XIX wieku fazę intensywnego wzrostu. Rozwój górnictwa w stolicy Dolnośląskiego Zagłębia Węglowego i branż związanych z górnictwem spowodował zapotrzebowanie na masowe przewozy pracowników.
W 1897 roku zawiązało się Towarzystwo Akcyjne „NEUKAG” (Niederschlesische Elektrizität und Kleinbahn AG), które wybudowało elektrownię, a następnie oddało do użytku pierwszą linię tramwajową łączącą Szczawienko z Sobięcinem przez Śródmieście (1898). W 1899 roku otwarto nową trasę z Placu Grunwaldzkiego do Dworca Głównego, którą w 1907 przedłużono do Szczawna-Zdroju. Po 1919 nastąpiła rozbudowa miasta w kierunku wschodnim. Komunikacja tramwajowa dotarła wówczas do takich dzielnic, jak Nowe Miasto czy Rusinowa (1923).
W 1924 Towarzystwo „NEUKAG” zostało rozwiązane, a jego miejsce zajęło Towarzystwo "EWS" (Elektrizitätswerk Schlesien) z Wrocławia, które przejęło eksploatację wałbrzyskich elektrowni i tramwajów.
W 1944 uruchomiono pierwszą wałbrzyską linię trolejbusową.

### Po 1945

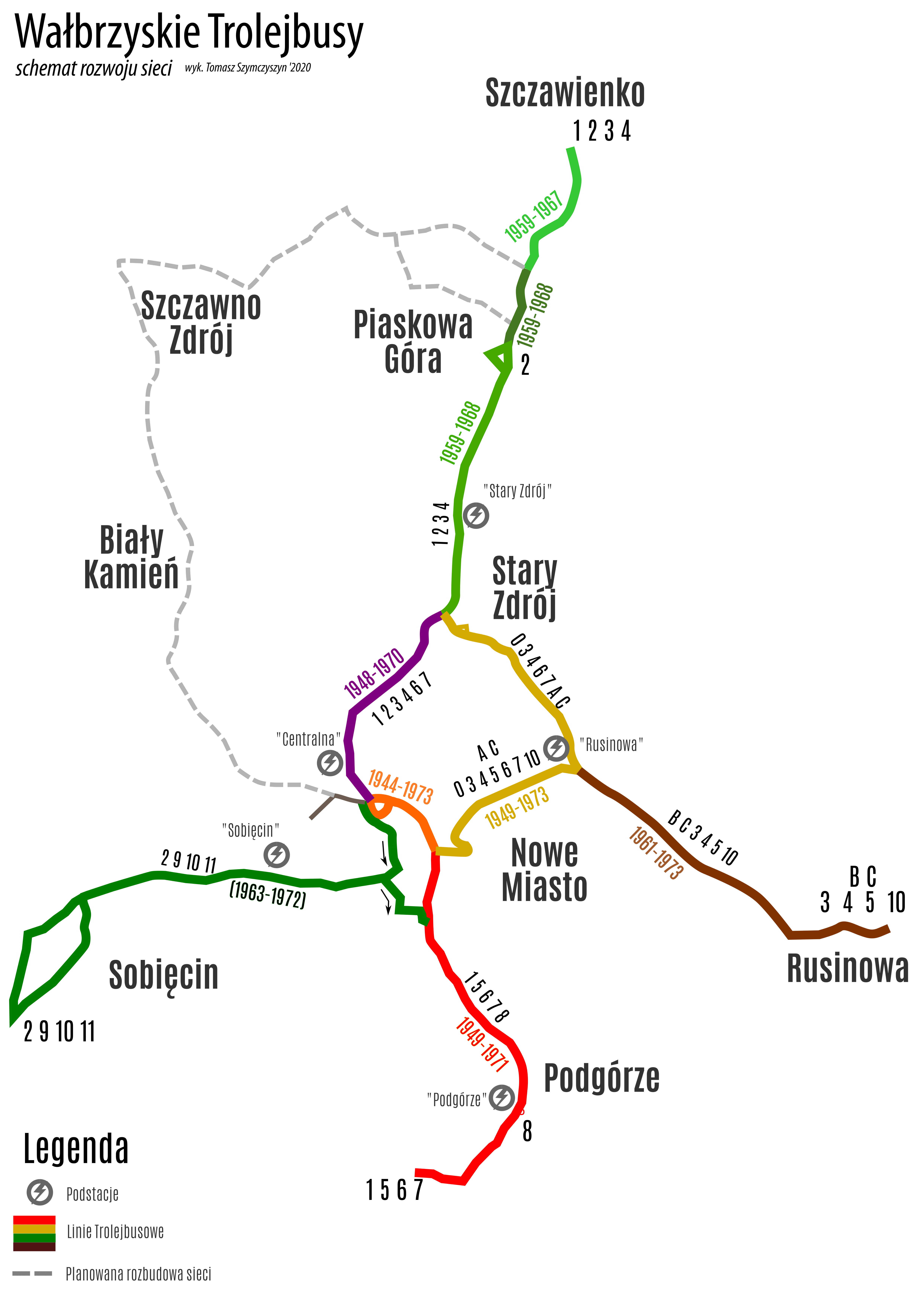
Schemat sieci wałbrzyskich trolejbusów

Po włączeniu Wałbrzycha do Polski w 1945 roku komunikacja miejska nie była samodzielnym przedsiębiorstwem, lecz stanowiła część Zjednoczenia Energetycznego i występowała pod nazwą „Koleje Elektryczne”. Tabor, który przejęto, był zdewastowany, wyeksploatowany a przede wszystkim przestarzały. Tramwaje były stare, tylko 7 z 20 trolejbusów nadawało się do eksploatacji, a komunikacja autobusowa nie istniała. Nie lepiej było z trakcją tramwajową i siecią elektryczną zasilającą tramwaje i trolejbusy. 1 sierpnia 1948 roku powołano Międzykomunalne Zakłady Komunikacyjne, co pozwoliło na normalne funkcjonowanie i rozwój komunikacji miejskiej.
Z biegiem czasu, zdecydowano się na likwidację trakcji tramwajowej (m.in. ze względu na szybko rozwijające się miasto i wiążącą się z tym konieczność budowy nowych linii, dekapitalizację sieci tramwajowej oraz szkody górnicze) i wprowadzenie w ich miejsce trolejbusów. W pierwszej kolejności odbudowano zdewastowany tabor trolejbusowy. W 1966 roku zlikwidowano ostatecznie trakcję tramwajową, ale jednocześnie podjęto decyzję o zaniechaniu dalszej rozbudowy trakcji trolejbusowej. Trakcję trolejbusową zlikwidowano w 1973 roku, zastępując ją siecią połączeń autobusowych, które znacznie rozbudowano i wydłużono do peryferyjnych dzielnic.
1 stycznia 1976 roku Miejskie Przedsiębiorstwo Komunikacyjne w Wałbrzychu, Powiatowe Przedsiębiorstwo Komunikacyjne w Dzierżoniowie oraz Zakład Komunikacji Miejskiej w Świdnicy zostały połączone w Wojewódzkie Przedsiębiorstwo Komunikacyjne w Wałbrzychu. WPK świadczyło usługi przewozowe na terenie 10 miast oraz 30 osiedli podmiejskich i wiejskich zamieszkanych przez około 400 tysięcy mieszkańców. W 1979 roku nastąpiło wewnętrzne podzielenie firmy na oddziały w Wałbrzychu, Świdnicy i Dzierżoniowie.

### Po 1991

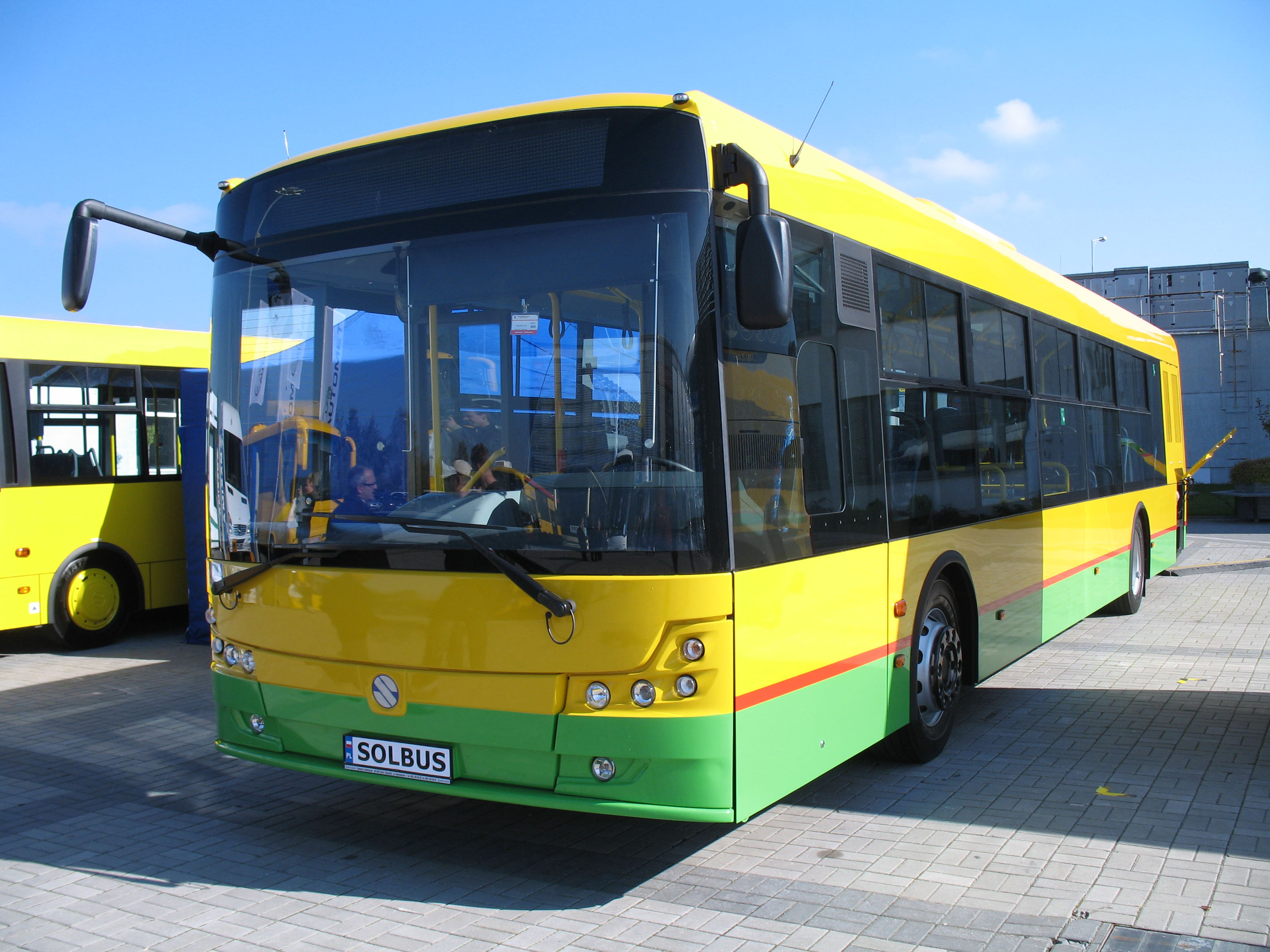
Solbus Solcity 12 LNG w malaturze MPK Wałbrzych, komunalnego przedsiębiorstwa istniejącego w latach 2001-2011

1 stycznia 1991 roku WPK przestało istnieć. Majątek dawnego przedsiębiorstwa państwowego podzielono między trzy powstałe wówczas spółki komunalne: „Miejski Zakład Komunikacyjny Wałbrzych”, „Miejskie Przedsiębiorstwo Komunikacyjne Świdnica” oraz „Miejski Zakład Komunikacji Dzierżoniów” (obecnie „Sudecka Komunikacja Autobusowa Dzierżoniów” sp. z o.o.).
W 1997 roku MZK Wałbrzych gruntownie odnowiło tabor, dokonując ze środków pozyskanych z emisji obligacji miejskich zakupu 31 fabrycznie nowych, niskopodłogowych autobusów marki Neoplan. Operacja ta stała się inspiracją dla innych miast, które zdecydowały się na podobny krok, m.in. dla Legnicy.
W połowie lat 90. XX w., poważnym, z czasem eskalującym problemem MZK Wałbrzych i władz miasta stała się konkurencja ze strony prywatnych przewoźników, tzw. „busiarzy”, nie zawsze legalnie obsługujących linie MZK. Próby radykalnego rozwiązania problemu wielokrotnie kończyły się protestami, strajkami (tak ze strony „busiarzy”, jak i załogi MZK - w tym protest głodowy w 2009 r.). W wyniku zażartej konkurencji, dochodziło również do rozmaitych incydentów pomiędzy samymi przewoźnikami.
Dla usprawnienia miejskiego transportu zbiorowego oraz zapewnienia prawidłowego i sprawnego realizowania zadań zarządcy dróg w mieście, 1 stycznia 1999 r. władze Wałbrzycha utworzyły wyspecjalizowaną jednostkę koordynującą transport miejski: Zarząd Dróg i Komunikacji (ZDiK). Organizator komunikacji powierzał jej wykonywanie firmom wybranym w przetargu. W ten sposób, obok MPK Wałbrzych i małych prywatnych przewoźników, przez pewien czas po ulicach Wałbrzycha kursowały np. autobusy Dolnośląskich Linii Autobusowych.
Dnia 1 października 2001 roku Miejski Zakład Komunikacyjny zmienił status i stał się Miejskim Przedsiębiorstwem Komunikacyjnym. MPK obsługiwało w tym czasie 19 linii zwykłych, kursujących na zlecenie Zarządu Dróg i Komunikacji w Wałbrzychu, oraz 3 linie bezpłatne do centrów handlowych, a także jedna linię okresową. Poza Wałbrzychem obsługiwano także komunikację w Szczawnie-Zdroju oraz - do 2006 – w Boguszowie-Gorcach (linia 32). Łączna długość linii wynosiła wówczas ponad 200 km, a obsługiwany obszar - 100 km².
Warunki stawiane przez ZDiK w przetargach na obsługę linii wymuszały na MPK odnowę taboru. W 2004 r. wycofano większość autobusów starej generacji z czasów WPK, poprzez zakup 25 szt. używanych, pięcioletnich autobusów Jelcz 120M, służących wcześniej PKS Grodzisk Mazowiecki w obsłudze komunikacji miejskiej w Warszawie (na tzw. liniach ajencyjnych). Autobusy przystosowano do zasilania gazem ziemnym (CNG). Ponadto, w latach 2004–2011 dokonywano zakupów pojedynczych fabrycznie nowych pojazdów.
Konkurencja ze strony busów i nieprawidłowości finansowe w przedsiębiorstwie spowodowały zapaść finansową MPK Wałbrzych. Dnia 21 września 2011 roku ogłoszono postanowienie o upadłości likwidacyjnej firmy, a przewozy na liniach miejskich powierzono przejściowo Miejskiemu Zakładowi Usług Komunalnych, a docelowo spółce wyłonionej w przetargu. Cały dotychczasowy tabor autobusowy MPK zezłomowano bądź sprzedano.

## Współczesność

### Sieć komunikacji miejskiej w Wałbrzychu
Obecnie system komunikacji miejskiej w Wałbrzychu obejmuje linie autobusowe kursujące po mieście oraz łączące miasto z ościennymi gminami. Autobusy, według stanu na 6 września 2022 r., docierają m.in. do:
- Boguszowa-Gorców (linia nr 2),
- Głuszycy, Głuszycy Górnej, Walimia, Rzeczki, Jedliny-Zdroju i Dziećmorowic (linia nr 5),
- Strugi, Starych i Nowych Bogaczowic, Gostkowa i Chwaliszowa (linia nr 8),
- Starego i Nowego Julianowa (linia nr 11),
- Szczawna-Zdroju (linie nr 5, 8 i 18),
- Rybnicy Leśnej (linia nr 12),
- Mieroszowa i Golińska (linia nr 15, sezonowo dojeżdża również do czeskiego Meziměstí)[18][19].

Organizatorem komunikacji miejskiej w Wałbrzychu jest Zarząd Dróg, Komunikacji i Utrzymania Miasta. Głównym podmiotem świadczącym usługi komunikacyjne, wyłonionym na 10 lat w drodze przetargu, jest Śląskie Konsorcjum Autobusowe. Realizuje ono usługi przewozowe dla miasta od 29 grudnia 2012 r.
Tabor komunikacji miejskiej w Wałbrzychu należy w części do miasta, a w części jest zapewniany przez operatora świadczącego usługi przewozowe dla gminy. Według stanu na 27 marca 2013 r., wałbrzyską komunikację miejską obsługiwało 20 autobusów miejskich, użyczonych operatorowi, oraz 39 autobusów stanowiących własność operatora.
Wszystkie autobusy miejskie w Wałbrzychu posiadają jednolitą malaturę w barwach miejskich oraz wizualny i głosowy system informacji pasażerskiej.
1 kwietnia 2017 r. uruchomiono w Wałbrzychu pierwszą międzynarodową linię autobusową komunikacji miejskiej, którą stała się przedłużona z Golińska do Meziměstí linia 15. Trasa ta jednak, z powodu za wysokich kosztów utrzymania, została zawieszona 1 lutego 2022 r., po czym zamieniona w letnie połączenie sezonowe.

### Prywatni przewoźnicy
Poza systemem zorganizowanej komunikacji miejskiej (objętej np. miejskimi biletami) po mieście i najbliższych okolicach nadal kursują mikrobusami  prywatni przewoźnicy drogowi. Część z nich zawiązała Stowarzyszenie Prywatnych Przewoźników Komunikacji Miejskiej „Kontra”. Według doniesień medialnych, przewoźnicy prywatni uważają rozwój zorganizowanej komunikacji miejskiej w Wałbrzychu i gminach ościennych za akt nieuczciwej konkurencji, wycelowanej przez władze miasta przeciwko nim.

### Komunikacja miejska ze Świdnicy
Do Wałbrzycha od września 2018 r. po 21-letniej przerwie docierają autobusy miejskie ze Świdnicy. Linia 31A kursowały na trasie Świdnica pl.Małgorzaty – Świebodzice – Wałbrzych ul. Wysockiego, obsługiwanej w latach 1975-1997 przez WPK, następnie MZK Wałbrzych pod numerem 31. Połączenie uruchomiono dla skomunikowania Świdnicy z pociągami Express Intercity Premium, zatrzymującymi się na stacji Wałbrzych Miasto. Linia uzupełniała również dotychczasową ofertę przewoźników operujących mikrobusami o kursy niskopodłogowe, dostępne m.in. dla osób z niepełnosprawnościami.
Linia została pierwotnie zawieszona tymczasowo na początku pandemii COVID-19 w roku 2020, później jednak zawieszono ją na stałe z powodu braku źródła dofinansowania dla linii.